# گل‌خورک معمولی
گل‌خورک معمولی (نام علمی: Periophthalmus kalolo) نام گونه‌ای از سرده گل‌خورک‌ماهی است.